# 田上稔
田上 稔（たのうえ みのる、1997年2月10日 - ）は、元ラグビーユニオン選手。

## 略歴
小学校時代はサッカーをしていたが、3人の兄がラグビーをしていたこともあり、熊本市立帯山中学校でラグビーを始める。
佐賀工業高校時代、高校日本代表に選ばれた。
2015年、帝京大学に入る。
2016年3月、ジュニア・ジャパンとしてワールドラグビーパシフィック・チャレンジ2016に出場した。
2019年、帝京大学卒業後、ヤマハ発動機ジュビロ(現・静岡ブルーレヴズ)に加入。
2022年2月19日に行われたJAPAN RUGBY LEAGUE ONE第6節交流戦横浜イーグルス戦にて途中出場で公式戦初出場を果たした。
2025年5月、静岡ブルーレヴズを退団、選手引退した。